# Стаффорд (Огайо)
Стаффорд (англ. Stafford) — селище (англ. village) в США, в окрузі Монро штату Огайо. Населення — 71 особа (2020).

## Географія
Стаффорд розташований за координатами 39°42′45″ пн. ш. 81°16′36″ зх. д. / 39.71250° пн. ш. 81.27667° зх. д. (39.712411, -81.276580).  За даними Бюро перепису населення США в 2010 році селище мало площу 0,88 км², уся площа — суходіл.

## Демографія
Згідно з переписом 2010 року, у селищі мешкала 81 особа в 34 домогосподарствах у складі 25 родин. Густота населення становила 92 особи/км².  Було 41 помешкання (47/км²).
Расовий склад населення:
| - 93,8 % — білих - 4,9 % — чорних або афроамериканців - 1,2 % — корінних американців |

До двох чи більше рас належало 0,0 %. Частка іспаномовних становила 0,0 % від усіх жителів.
За віковим діапазоном населення розподілялося таким чином: 18,5 % — особи молодші 18 років, 61,7 % — особи у віці 18—64 років, 19,8 % — особи у віці 65 років та старші. Медіана віку мешканця становила 47,2 року. На 100 осіб жіночої статі у селищі припадало 92,9 чоловіків;  на 100 жінок у віці від 18 років та старших — 94,1 чоловіків також старших 18 років.
Середній дохід на одне домашнє господарство  становив 47 847 доларів США (медіана — 46 875), а середній дохід на одну сім'ю — 51 111 долар (медіана — 48 438). Медіана доходів становила 41 250 доларів для чоловіків та 39 375 доларів для жінок. За межею бідності перебувало 28,6 % осіб, у тому числі 39,3 % дітей у віці до 18 років та 6,9 % осіб у віці 65 років та старших.
Цивільне працевлаштоване населення становило 34 особи. Основні галузі зайнятості: освіта, охорона здоров'я та соціальна допомога — 23,5 %, транспорт — 17,6 %, публічна адміністрація — 17,6 %.